# 王英 (民国)
王 英（おう えい、1895年 - 1950年11月4日）は、中華民国の軍人。国民軍、奉天派などに属し、後に日本側に転じて大漢義軍を率いた。号は杰臣。

## 事績

### 初期の活動
18歳で北京匯文中学を卒業する。1920年（民国9年）から綏遠都統馬福祥の下で、都統署参議や騎兵営営長などをつとめた。1925年（民国14年）、馮玉祥のもとで、五原・臨河騎兵団団長に任命される。同年秋には、包寧護路司令兼綏遠省革命協会会長に任命された。民国15年（1926年）からは奉天派に転じ、万福麟から東北第31軍軍長に任命された。まもなく、今度は閻錫山の下に移り、山西騎兵第4師師長となる。1930年（民国19年）、中原大戦が勃発すると、さらに蔣介石側へ寝返り、騎兵第3師師長に任命された。
1931年（民国20年）、満州事変が勃発すると、王英は蔣介石から察北義勇軍司令に任命される。1933年（民国22年）夏、馮玉祥が張家口で察哈爾民衆抗日同盟軍を組織すると、王英は馮の配下となり、遊撃第1路司令（察北遊撃司令）に任じられた。同盟軍解体後の同年冬、王英は蘭州へ移り、甘粛省政府参議に任命された。

### 大漢義軍を率いて
1935年（民国24年）、王英は日本に投降し、梅津美治郎から大漢義軍司令に任命された。翌年11月、王英は、デムチュクドンロブ（徳王）・李守信率いる蒙古軍とともに綏遠を攻撃した。しかし、綏遠省政府主席・傅作義らの反撃の前に敗れた（綏遠事件）。1937年（民国26年）、綏西自治委員会委員長となる。1939年（民国28年）11月、綏西自治聯軍総司令に就任した。形式上、王英はデムチュクドンロブ配下であったが、実際には日本軍の命令を直接受けたとされる。その後、傅作義と戦いを繰り広げたが、総じて劣勢であった。
日本敗北後は、軍を率いて傅作義に投降し、騎兵第1集団軍総司令に任命された。さらに第12戦区騎兵第14縦隊縦隊長に異動している。1946年（民国35年）秋、北平で国民政府軍事委員会委員長北平行営高級参謀に任命された。その後、平蒲路剿共軍総司令にも任じられている。
中華人民共和国成立後に王英は当局に逮捕された。1950年5月23日、王英は漢奸・反革命の罪により北京市人民法院で死刑判決を受け、上告したものの最高人民法院でも原判決が維持された。同年11月4日、北京市で王英の銃殺刑が執行された。享年56。